# دي رماني (جبلة)

تعديل مصدري - تعديل

دي رماني محلة تابعة لقرية الظهارة، التابعة لعزلة الشراعي بمديرية جبلة إحدى مديريات محافظة إب في الجمهورية اليمنية، بلغ تعداد سكانها 76 حسب تعداد اليمن لعام 2004.